# Else Kai Sass
Else Kai Sass, född 1912, död 1987, var en dansk konsthistoriker.
Sass ägnade sig framför allt åt skulptören Bertel Thorvaldsen, och gav ut Thorvaldsens Portrætbuster i tre band (1963–1965), men är också känd för Kunstforståelse (ny utgåva 1967). Hon var intendent vid Thorvaldsens museum 1945–1954 och var därefter professor i Århus och ledare av konstmuseet där. 1967–1978 var hon professor vid Köpenhamns universitet.